# Коценский край
Ко́ценский край (латыш. Kocēnu novads) — бывшая административно-территориальная единица на севере Латвии в области Видземе. Край состоял из пяти волостей, центром края являлось село Коцены.
Край был образован 1 июля 2009 года из части расформированного Валмиерского района и до 28 января 2010 года назывался Валмиерский край (латыш. Valmieras novads).
Площадь края составляла 498,1 км². Граничил с Лимбажским, Алойским, Буртниекским, Беверинским, Приекульским, Паргауйским краями и городом Валмиерой.
В 2021 году в результате новой административно-территориальной реформы Коценский край был упразднён.

## Население
Население на 1 января 2010 года составляло 7018 человек.
Национальный состав населения края по итогам переписи населения Латвии 2011 года был распределён таким образом:
| Национальность | Численность, чел. (2011) | %        |
| -------------- | ------------------------ | -------- |
| Латыши         | 5456                     | 86,45 %  |
| Русские        | 532                      | 8,43 %   |
| Белорусы       | 139                      | 2,20 %   |
| Украинцы       | 34                       | 0,54 %   |
| Поляки         | 38                       | 0,60 %   |
| Литовцы        | 39                       | 0,62 %   |
| Другие         | 73                       | 1,16 %   |
| всего          | 6311                     | 100,00 % |

## Территориальное деление
- Берзайнская волость (латыш. Bērzaines pagasts; центр — Берзайне)
- Вайдавская волость (латыш. Vaidavas pagasts; центр — Вайдава)
- Дикльская волость (латыш. Dikļu pagasts; центр — Дикли)
- Зилакалнская волость (латыш. Zilākalna pagasts; центр — Зилайскалнс)
- Коценская волость (латыш. Kocēnu pagasts; центр — Коцены)